# Palatino (tipo de letra)

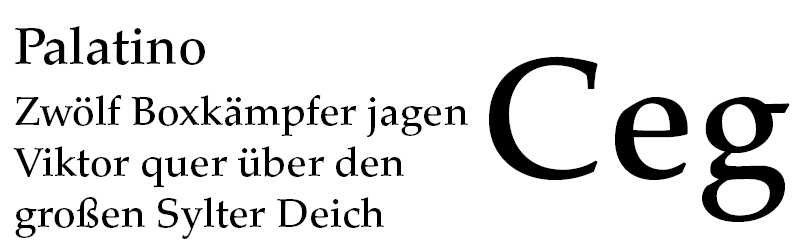
Pangrama en alemán de la tipografía Palatino.

Palatino es un tipo de letra creado por el diseñador Hermann Zapf en 1948. Es una tipografía admirada por muchos debido a su gracia y fuerza. Esta tipografía ha sido adaptada a todas las tecnologías de impresión del siglo XX y es probablemente una de las tipografías más usadas y copiadas.
Llamada así en honor del maestro escritor del siglo XVI Giambattista Palatino. La familia Palatino está basada en tipos humanistas del Renacimiento italiano,[cita requerida] los cuales imitan las letras formadas por una pluma y un tintero; esto da una cierta gracia a la caligrafía. Sin embargo, el Renacimiento tiende a utilizar letras pequeñas con largas y delgadas líneas verticales (tanto ascendentes como descendentes); en contraste el Palatino tiene proporciones más grandes, por lo que es considerada mucho más fácil de leer. Vea tipografía para más información sobre clasificaciones.
Las corporaciones Linotype y Adobe Systems venden versiones auténticas del Palatino; la tipografía de Linotype está autorizada por Zapf como el auténtico Palatino. Sin embargo, algunas versiones de imprenta del Palatino o con una anchura menor son consideradas más legibles y más elegantes para ciertas personas. En la colección de tipos de Bitstream, al Palatino se le llama caligrafía Zapf.
Microsoft distribuye una tipografía similar, la llamada Book Antiqua (originalmente propiedad de Monotype), la cual es considerada por muchos como una imitación. Al igual que Arial, la cual es similar a la Helvética, Book Antiqua fue diseñada como una alternativa para registrar los tipos obligada por el Estándar de Adobe PostScript.
Ambos, Book Antiqua y Arial, comparten los mismos parámetros de las tipografías digitales originales, como ancho de carácter, espaciado y las propiedades del kerning. Sin embargo, el tipo Book Antiqua imita más a la Palatino de lo que lo hace Arial con Helvética, aunque de hecho las dos tipografías son muy difíciles de diferenciar de sus predecesoras. La principal diferencia entre las versiones es que la anchura de la C y la S son diferentes, por lo que pudiera parecer que no es correcta para algunas personas.
Como datos curiosos podemos decir que:
- Al pasar las décadas, debido al mucho uso que tuvo la tipografía Palatino en libros para mujeres, ha adquirido la reputación de ser de alguna manera «afeminada».[cita requerida]
- Es el tipo de letra utilizado por el escritor Brian Jacques en los libros de su serie Redwall, al igual que en muchos otros libros de texto.

En 1993, Zapf se dio de baja de la Asociación Tipográfica Internacional (ATypl) por la actitud hipócrita de miembros importantes del ATypl que usaban copias no autorizadas de esta tipografía.
Aunque Book Antiqua no es una copia directa del Palatino, Microsoft ha patentado y distribuido una versión del diseño original de Zapf llamado Palatino Linotype en Windows 2000 y Windows XP.[cita requerida]